# Lj (слово латинице)
Lj је седамнаесто слово и један од три диграфа српске латинице. Глас који представља настаје брзим изговарањем гласова л и ј. Осим у српском, слово постоји и у хрватском, бошњачком и црногорском језику. У српском језику спада у предњонепчане сонанте.